# Мортсейф

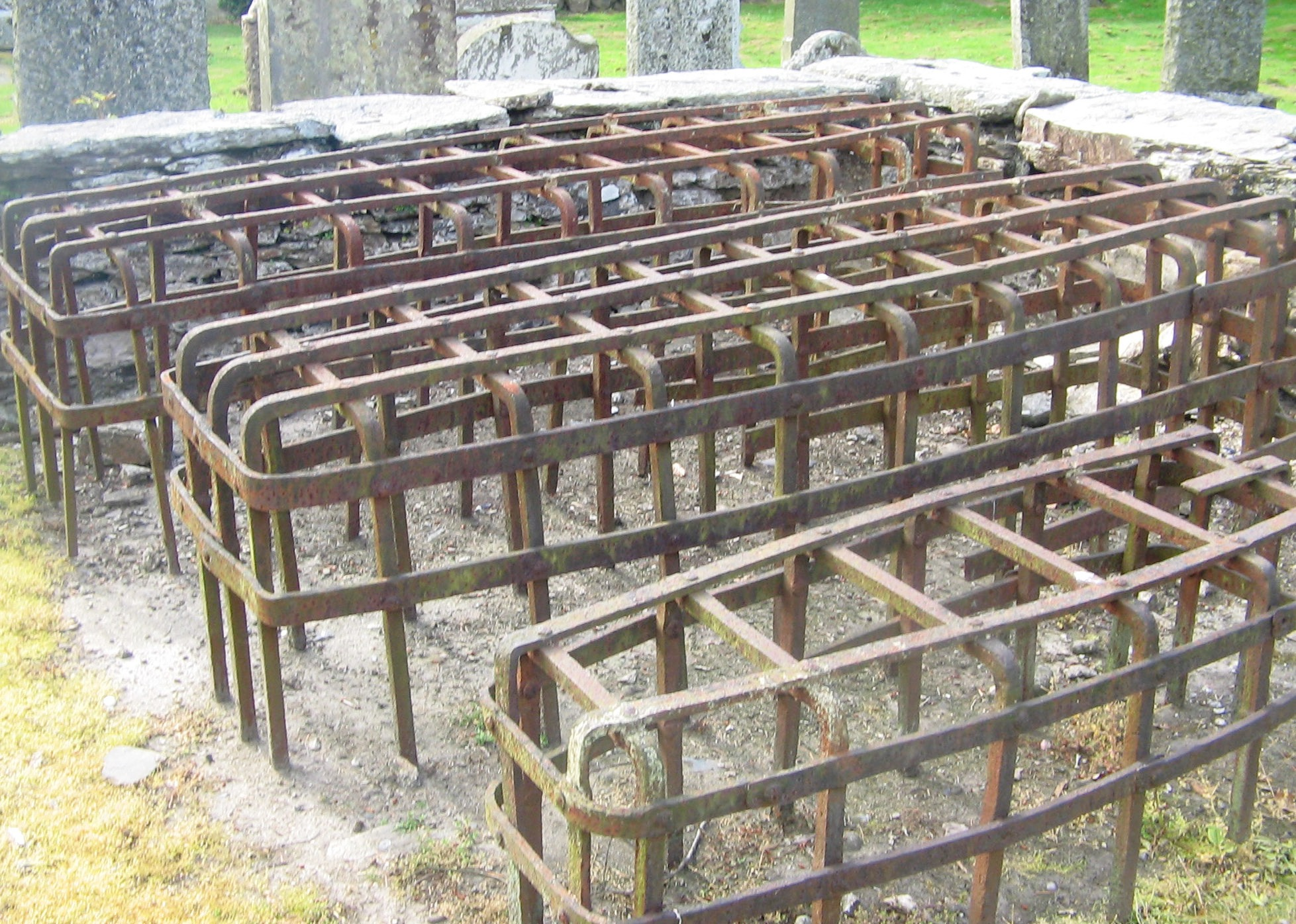
Мортсейфы на кладбище в Логирейте, Перт и Кинросс, Шотландия.

Мортсейф (англ. Mortsafe) — приспособление для защиты от доступа к месту захоронения на кладбищах и погостах. Начали изготавливаться в Великобритании для защиты от похитителей трупов, кладбищенских мародёров.

## История
Мортсейф был изобретён в 1816, изготавливался из железа, камня и дерева; конструкция имела огромный вес. Часто являли собой сложные и тяжёлые железные приспособления из стержней и пластин, с навесным замком — в которых размещались гробы, или же сами устройства размещались непосредственно под могильными плитами в течение примерно шести недель и затем удалялись для дальнейшего использования, когда труп достаточно разлагался. Сохранился экземпляр подобного устройства в музее Маришал в Абердине. Иногда Англиканская церковь покупала или арендовала их.

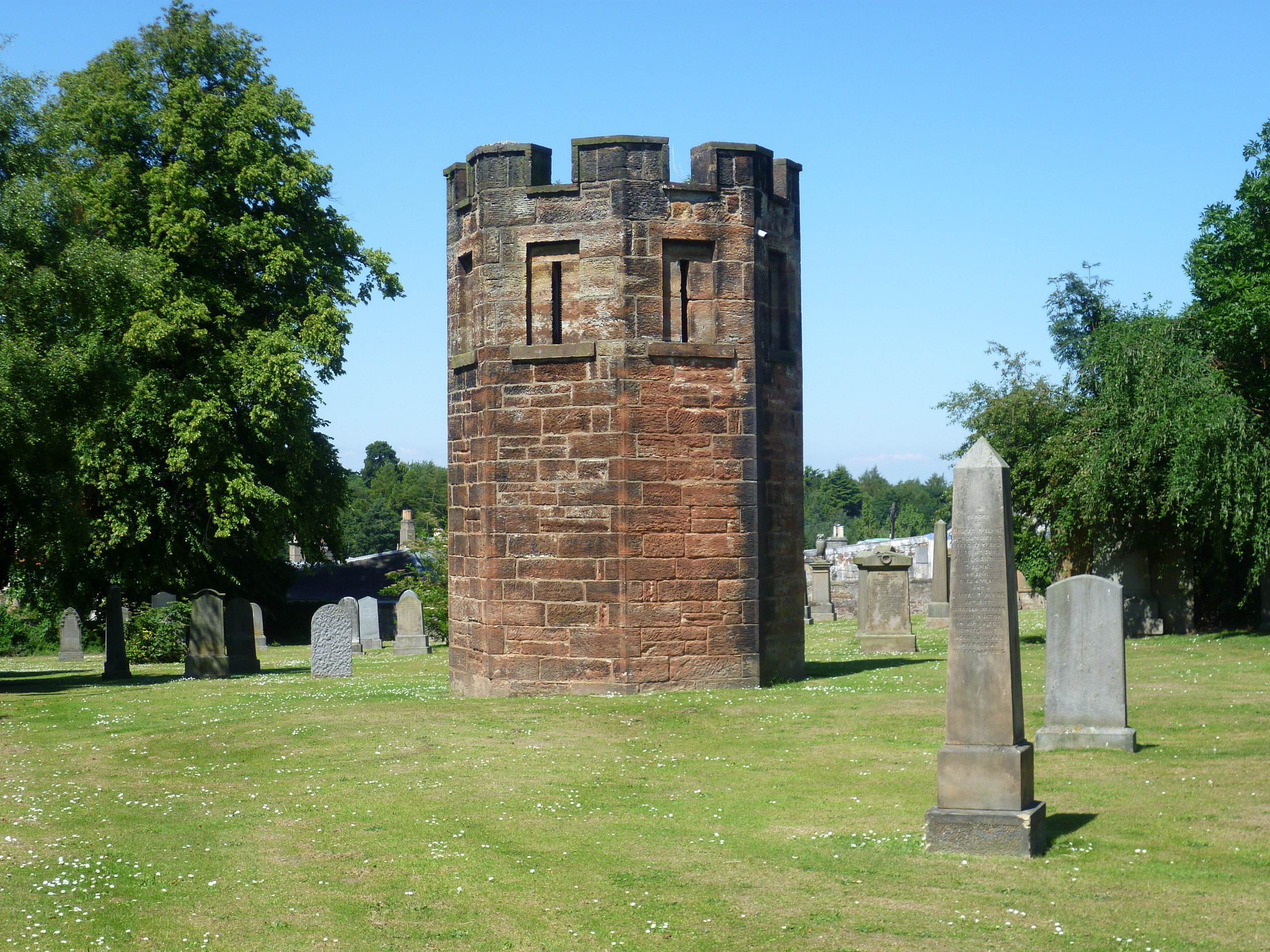
Сторожевая башня построена на городском кладбище в Далките в 1827.

## Сторожевые и наблюдательные башни
В деревне неподалёку от Абердиншира есть уникальная мортбашня (morthouse) с утолщённой и шипованной деревянной дверью снаружи и железной дверью внутри. Внутри есть отделения для помещения семи гробов. Подобные сооружения (англ. Vaults and watch-houses) возводились в Шотландии и графстве Нортумберленд.

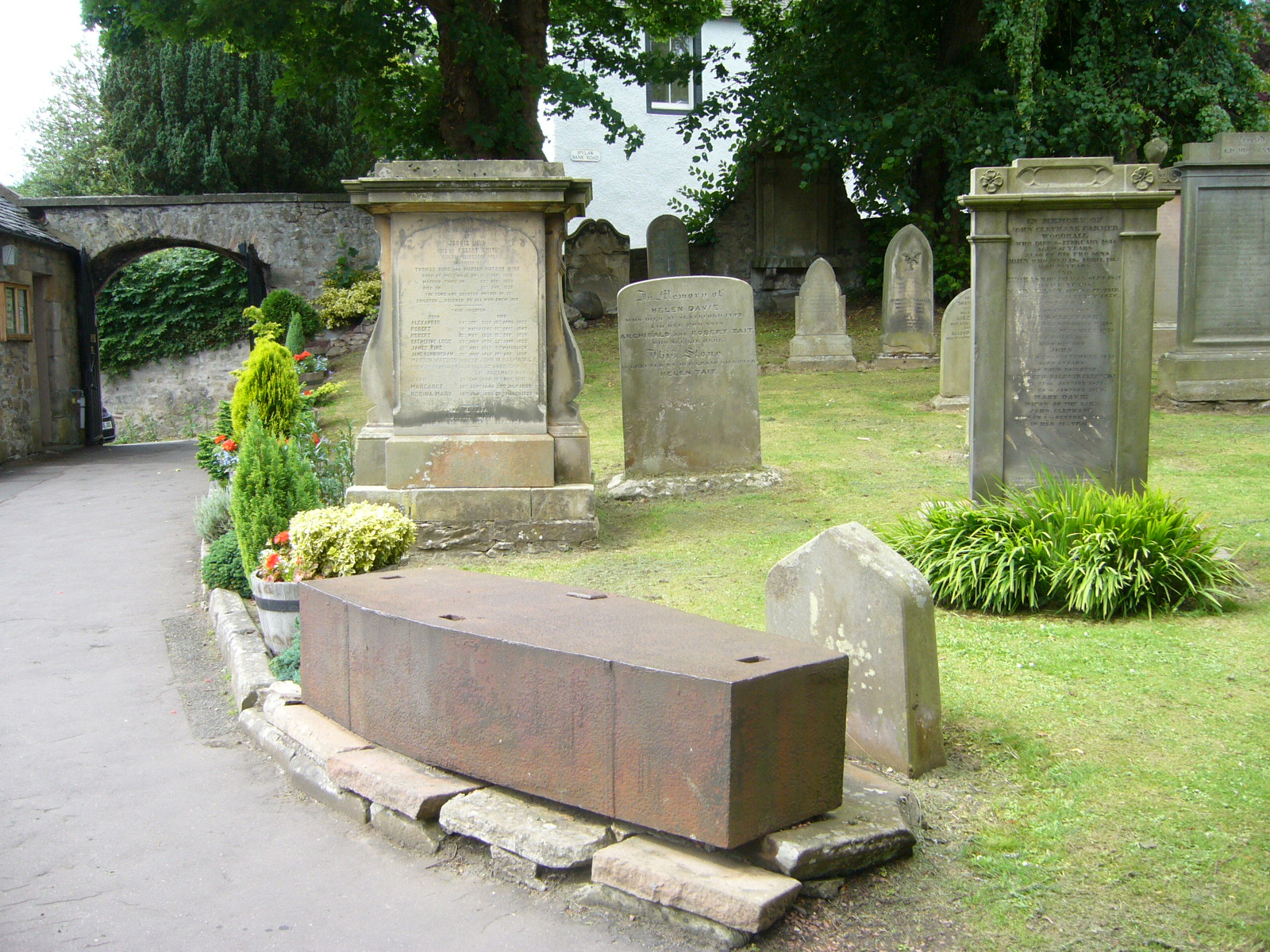
Железный гроб в Колинтоне, пригороде Эдинбурга.